# Orthochirus fomichevi
Espèce
Orthochirus fomichevi est une espèce de scorpions de la famille des Buthidae.

## Distribution
Cette espèce se rencontre en Irak dans les provinces d'As-Sulaymaniya et de Dahuk et en Turquie dans la province d'Hakkari.

## Description
Le mâle holotype mesure 38,52 mm et la femelle paratype 38,90 mm.

## Étymologie
Cette espèce est nommée en l'honneur d'Alexandr Anatolevich Fomichev.

## Publication originale
- Kovařík, Yağmur, Fet & Hussen, 2019 : « A review of Orthochirus from Turkey, Iraq, and Iran (Khoozestan, Ilam, and Lorestan Provinces), with descriptions of three new species (Scorpiones: Buthidae). » Euscorpius, no 278, p. 1-31 (texte intégral).